# Língua teleut
Teleut (Oirot, Oyrot) é uma variedade de Altai Sul, uma língua línguas turcomanas falada por cerca de 2.500 pessoas no Krai de Altai, Sibéria ocidental, Rússia. Seus falantes, os Teleutes, chamam a si próprios de тэлэңэт (Telenget) ou тэлэңут (Telengut).

## Geografia
Os falantes vivem principalmente no Distrito de Chumyshskiy,  Altaiskiy, ao longo do rio Sem e no Oblast de Novosibirsk e no sul de a de Novosibirskaya e no sul do Oblast de Kemerovo (Gornaya Shoriya), nas proximidades dos rios Bolshoi Bachat e Malyy Bachat (Bachat Teleut), montanhas. Gorno-Altai , fronteira com Mongólia e China.
Conforme o Censo de 2010, a população de falantes Altai Sul era de 57.400  (numa população de 67.200 (inclui Altai Norte). O Censo de 2002 havia excluído 2.400 Talangits e os 2.650 Teleútes.
A língua é usada por pessoas de todas as idades em casa ou ao falar com outros Altais Sul. Usa-se também a língua russa como língua de contato,  para a literatura, vida profissional e cultural urbana. Os adultos mais velhos não usam o russo. 
Os falantes são cristãos ou de religiõesanimistas  tradicionais. A língua difere bem da língua oirat (uma língua Calmuco-Oirat) e da língua mongol faladas nas proximidades. 

## Dialetos
A língua Altai tem os seguintes dialetos: Altai Próprio (Altai-Kizhi, Altaj Kizi, Maina-Kizhi, Altai Sul), Talangit (Chuy, Talangit-Tolos, Telengit), dentre eles o Teleut. Não há inteligibilidade com Altai Norte [atv].

## Escrita
Uma ortografia para Teleut  foi criada por missionários  Altai no século 19 com o objetivo de publicar material religioso e livros escolares. Os missionários também escreveram uma gramática e coletaram material  léxico.  A língua é ensinada na escola da aldeia Bekovo usando uma forma do Alfabeto cirílico com 38 letras.
Essa escrita é ensinada como meio em algumas escolas primárias e como um assunto secundário em outras. É usada por falantes de línguas Altai, é, porém, é rejeitada por alunos de línguas Altai Norte. 

## Amostra de texto
Início da canção de Myrat-Piy’s song
Palavras da mãe
Кöбöк, Кöбöк, кöл кечет, Köbök, Кöмÿр аласы суу кечет. Кöбöктең артык эр туулсаТеңис кечире мост салсын. 
Köbök, está cruzando o lago, está a atravessar um carvão (?) Rio. Se um homem melhor do que Köbök nasce, ele vai construir uma ponte sobre o oceano.
Resposta de Myrat
Эки ташты колтыктанып, Теңисти кечкен, Мырат мен! I Йаңыс ташты колтыктанып, Йайыкты кечкен, Мырат мен
Segurando duas pedras na minha axila, Eu cruzei o oceano, Myrat é o meu nome!, Segurando uma pedra na minha axila,! Atravessou o Ural (River), Myrat é o meu nome!